# Nomgcobo Jiba
Nomgcobo Jiba là Phó Giám đốc Công tố Quốc gia tại Nam Phi. Vào tháng 9 năm 2016, cô đã bị trục xuất khỏi danh sách những người ủng hộ Nam Phi cho vai trò của mình trong một số trường hợp liên quan đến chính trị.

## Tuổi thơ và giáo dục ban đầu
Nomgcobo Jiba đã lấy bằng LLB của mình từ Đại học Walter Sisulu vào năm 1989 và tiếp tục lấy bằng thạc sĩ về Luật thương mại năm 1996.

## Người chồng
Chồng của Jiba, Booker Nhantsi, đã bị kết án vì ăn cắp R193.000 từ quỹ ủy thác của khách hàng năm 2003 và bị kết án 5 năm tù, nhưng đã bị xóa án tích sau khi anh ta nhận được ân xá của tổng thống từ Tổng thống Jacob Zuma vào năm 2010 

## Nghề nghiệp
Jiba làm công tố viên tại tòa án thẩm phán Peddie ở Đông Cape năm 1988, cũng sẽ hành nghề tại các tòa án tại Tsolo và Mthatha. Cô đã từ chức từ năm 1997 để làm việc cho công ty pháp lý Qunta Ntsebeza ở Cape Town để làm việc để trở thành một luật sư, đủ điều kiện vào năm 1998. Năm 1999, Jiba làm việc cho Deloitte & Touche với tư cách là một chuyên gia tư vấn pháp y cao cấp tại Pretoria và gia nhập Ban điều tra về các tội phạm kinh tế nghiêm trọng với tư cách là một người ủng hộ nhà nước cao cấp. Tổng cục Điều tra đã bị giải tán vào năm 2001 và được thay thế bởi Bọ Cạp, trong đó Jiba được bổ nhiệm làm Phó Giám đốc Công tố. Bà được bổ nhiệm làm Phó Giám đốc Công tố cao cấp năm 2006. Sau khi Bọ Cạp bị giải tán, cô được chuyển đến Tòa án Tội phạm Thương mại Chuyên ngành năm 2009. Vào tháng 12 năm 2010, Jiba được thăng chức Phó Giám đốc Công tố Quốc gia tại Cơ quan Khởi tố Quốc gia, một vị trí giúp bà có quyền giám sát tất cả các quyết định truy tố của nhà nước.

### Phó giám đốc công tố quốc gia
Vào ngày 15 tháng 9 năm 2016, Jiba đã bị Tòa án tối cao North Gauteng đánh bại vai trò biện hộ cho vai trò của cô trong việc xử lý một số vụ án liên quan đến chính trị. Điều này bao gồm quyết định giảm cáo buộc tham nhũng đối với cựu lãnh đạo Phòng Tình báo Tội phạm của Cơ quan Cảnh sát Nam Phi Richard Mdluli. Các trường hợp khác bao gồm bị xét xử vì tội gian lận và khai man trong một nỗ lực thất bại để kết án cựu quan chức Hawks, Thiếu tướng Johan Booysen vào năm 2012. Booysen cáo buộc rằng Jiba đã cố gắng bẫy anh để ngăn anh ta điều tra các trường hợp tham nhũng cụ thể liên quan đến gia đình của tổng thống Zuma. Bà cũng bị tòa án chỉ trích vì vai trò của mình trong việc xử lý vụ bê bối băng gián điệp Zuma.